# Henry Moore
Henry Moore (Castleford, 30 luglio 1898 – Perry Green, 31 agosto 1986) è stato uno scultore e pittore inglese.
È conosciuto per le sue sculture in bronzo semi-astratte di dimensioni monumentali, che si trovano in tutto il mondo come opere d'arte pubblica. Moore realizza anche molti disegni, tra cui una serie raffigurante i londinesi mentre scappano dai bombardamenti durante la Seconda Guerra Mondiale e altre opere grafiche su carta.
Le sue forme sono solitamente delle astrazioni della figura umana e rappresentano tipicamente figure di madre e figlio o corpi reclinati, eccetto in una fase del suo lavoro negli anni Cinquanta quando scolpisce principalmente gruppi raffiguranti famiglie. Le sue forme sono generalmente forate o contengono degli spazi vuoti. Molti interpreti paragonano la forma ondulata delle sue figure reclinate al paesaggio e alle colline della sua regione natale, lo Yorkshire. Moore è determinante nell'introdurre una particolare forma di modernismo nel Regno Unito. Negli ultimi anni, la sua capacità di realizzare commissioni su larga scala lo rende eccezionalmente ricco, nonostante ciò, vive sempre in modo frugale. Infatti la maggior parte del denaro guadagnato è destinato alla creazione della Henry Moore Foundation, che continua a sostenere l'istruzione e la promozione delle arti.

## Biografia

### Gli anni giovanili
Nasce da Mary (nata Baker) e Raymond Spencer Moore. Il padre, di origine irlandese è dapprima ingegnere minerario e vicedirettore della miniera di Wheldale, a Castleford. Raymond coltiva sempre i suoi interessi per la musica e la letteratura e fu sempre deciso a non far lavorare i suoi figli in miniera, vede nell’istruzione formale la strada giusta per il loro sviluppo e la loro carriera. Henry è il settimo di otto figli in una famiglia che spesso è costretta a lottare con la povertà; frequenta le scuole materne ed elementari di Castelford, dove iniziò a modellare l’argilla e a scolpire il legno. Ha dichiarato di aver deciso di diventare uno scultore all’età di undici anni, dopo aver ascoltato le imprese di Michelangelo durante una lettura della Scuola domenicale.
È solo al secondo tentativo che la domanda di ammissione di Moore alla Castelford Secondary School, frequentata da alcuni suoi fratelli, viene accettata. Il preside nota subito il suo talento e il suo interesse per la scultura medievale. Spinto dalla sua insegnante d’arte Alice Gostick, Moore amplia le sue conoscenze artistiche e decide di fare dell’arte la sua carriera, facendo gli esami per ottenere una borsa di studio per il college artistico locale.
Nonostante le promesse iniziali, i genitori di Moore ben presto si dimostrano contrari alla sua formazione come scultore, considerando questa professione un lavoro manuale con poche prospettive di carriera. Moore diventa insegnante di ruolo nella scuola che ha frequentato. Al compimento del diciottesimo anno di età, Moore si arruola volontario per il servizio militare nella Prima guerra mondiale. È il più giovane del reggimento Prince of Wales’ Own Civil Service Rifles. Rimane ferito il 30 novembre 1917 durante la battaglia di Cambrai. Dopo essere stato ricoverato ed essere stato curato in ospedale, trascorre il resto della guerra come preparatore fisico, tornando in Francia solo dopo la firma dell’armistizio. In seguito, Moore ha ricordato: "ho trascorso la guerra in una nebbia romantica, cercando di essere un eroe". Tuttavia, il suo approccio cambia quando inizia a riflettere sulle distruttività della guerra.

### Esordi come scultore

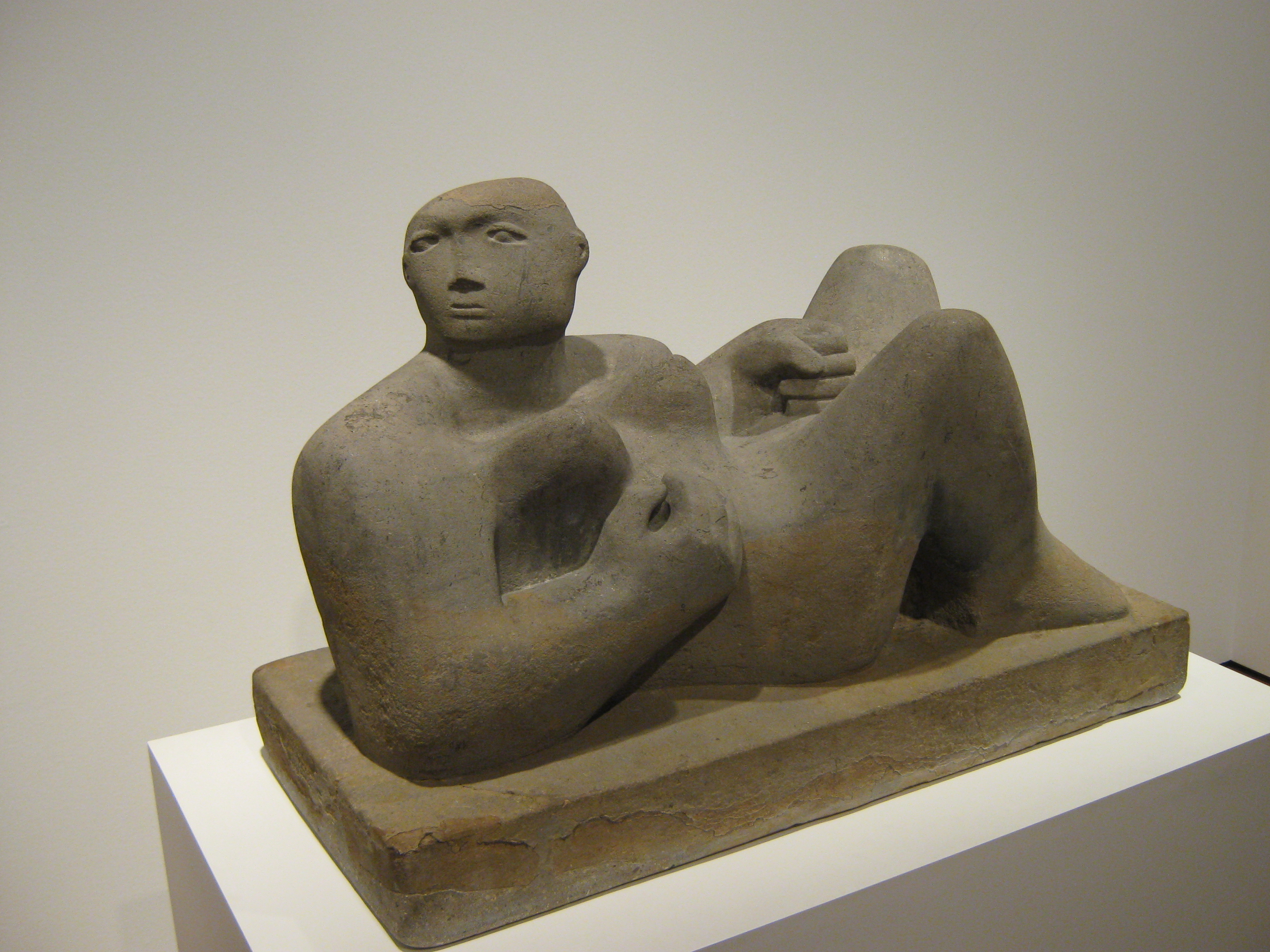
Quest'opera di Moore dal nome "Reclining Woman" del 1930 così come tutte le altre sue figure coricate sono influenzate dal modello scultoreo del Chac Mool.

Dopo la guerra, Moore riceve una borsa di studio per ex-militari che gli permette di continuare gli studi e, nel 1919, diviene studente della Leeds School of Art, che allestisce uno studio di scultura appositamente per lui. Al college incontra Barbara Hepworth, una compagna di studi che a sua volta diventerà una nota scultrice. Tra i due nasce un'amicizia e una rivalità professionale che dureranno per molti anni. A Leeds, Moore ha anche accesso alle opere moderniste della collezione di Sir Michael Sadler, il vicerettore dell'Università, che avranno un importante impatto sul suo sviluppo. Nel 1921 vince una borsa di studio per il Royal College of Art di Londra, insieme a Hepworth e ad altri. Mentre si trova a Londra, amplia la sua conoscenza dell'arte primitiva e della scultura, studiando le collezioni etnografiche del British Museum.
Sia le sculture di Moore che quelle di Hepworth seguono lo stile romantico vittoriano, rappresentando forme naturali, paesaggi e animali. Presto Moore, sotto l'influenza di scultori come Constantin Brâncuși, Jacob Epstein, Henri Gaudier-Brzeska e Frank Dobson adotta il metodo dell'intaglio diretto, in cui le imperfezioni del materiale e i segni lasciati dagli utensili diventano parte della scultura finita. Questo lo pone in conflitto con gli insegnanti della scuola che non apprezzano un approccio così moderno. Nel corso di un'esercitazione organizzata da Derwent Wood (professore di scultura al Royal College), a Moore viene chiesto di riprodurre un rilievo marmoreo de La Vergine e il Bambino di Domenico Rosselli modellando il rilievo in gesso per poi riprodurlo in marmo. Invece Moore, scolpìsce direttamente il rilievo.

### Il viaggio in Europa
Nel 1925, grazie a una borsa di studio del Royal College of Art di Londra, il giovane Henry Moore ha la possibilità di viaggiare per circa sei mesi in Europa. Tale viaggio rappresenta, per i giovani vincitori, la possibilità di conoscere direttamente le opere dei grandi maestri dell'arte antica. Moore, interessato al superamento di quei modelli accademici sui quali si è formato, si mostra in un primo momento desideroso di trascorrere la maggior parte del tempo a Parigi, dove è stato brevemente due anni prima, e che rappresenta allora per lui il polo di maggior attrazione, in quanto capitale dell’arte moderna. In questi anni, infatti, l'artista è interessato principalmente alla scultura primitiva extraeuropea (in particolare quella egizia, messicana e africana) scoperta al British Museum, e alle soluzioni ardite di scultori moderni del panorama inglese come Jacob Epstein e Henri Gaudier-Brzeska. Durante il periodo di visita a Parigi approfitta delle lezioni di disegno all'Académie Colarossi e osserva, al Trocadéro, il calco in gesso di una forma scultorea tolteco-maya, il Chac Mool, che ha già visto in un libro. La figura sdraiata avrà un effetto profondo sul suo lavoro, diventando un tema fondamentale della sua scultura.
L'artista trascorre molto tempo in Italia, dedicando tre mesi alla città di Firenze. A distanza di tempo questa esperienza si rivela un momento fondamentale per la maturazione del suo linguaggio espressivo. Così infatti, scrive al sindaco di Firenze in occasione della mostra al Forte Belvedere tenuta nel 1972:
(Henry Moore)

### Hampstead

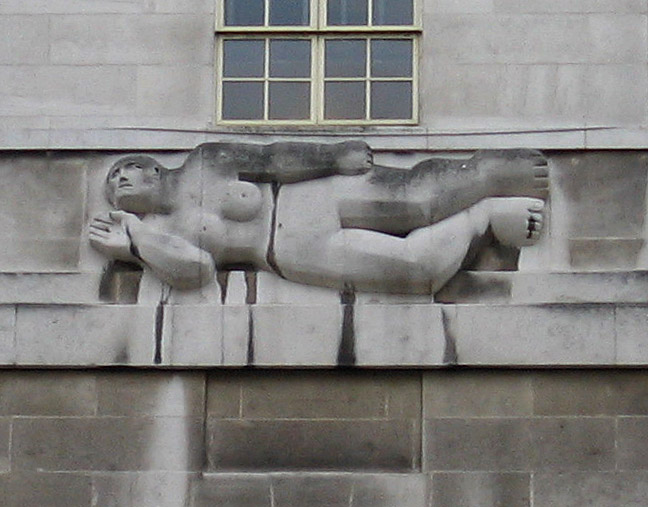
West Wind, 1928–29; Prima opera a commissione pubblica di Moore. Mostra l'influenza delle figure michelangiolesche delle Cappelle Medicee e della figura del "Chac Mool".

Tornato a Londra assume l'incarico di insegnante presso il Royal College of Art per sette anni, dedicandosi contemporaneamente al proprio lavoro. La sua prima commissione pubblica, West Wind (1928-29), è uno degli otto rilievi dei Quattro Venti che si trovano sulle pareti della stazione centrale della metropolitana di Londra al 55 di Broadway. Gli altri Venti vengono scolpiti da scultori contemporanei, tra cui Eric Gill, mentre i pezzi a terra sono di Epstein. Nel 1928 si tenne la prima mostra individuale di Moore, presso la Galleria Warren di Londra. Il 19 luglio dell'anno successivo sposa Irina Radetsky, studentessa di pittura al Royal College, che diventa anche sua modella. Poco dopo il matrimonio, la coppia si trasferisce in uno studio a Hampstead, all'11a Parkhill Road NW3, unendosi a una piccola colonia di artisti d'avanguardia. Poco dopo, la Hepworth e il suo secondo marito Ben Nicholson si trasferiscono in uno studio vicino, mentre Naum Gabo, Roland Penrose, Cecil Stephenson e il critico d'arte Herbert Read vivono nella zona, punto di riferimento per molti artisti, architetti e designer rifugiati dall'Europa continentale e diretti in America.
Nel 1932 Moore accetta l'incarico di direttore del dipartimento di scultura della Chelsea School of Art. Dal punto di vista artistico, Moore, Hepworth e altri membri della Seven and Five Society sviluppano un linguaggio sempre più astratto, in parte influenzato dai loro frequenti viaggi a Parigi e dal contatto con i principali artisti progressisti, in particolare Pablo Picasso, Georges Braque, Jean Arp e Alberto Giacometti. Moore si avvicina al Surrealismo, unendosi nel 1933 al movimento d'arte moderna Unit One di Paul Nash. Nel 1934 va in Spagna, dove visita la grotta di Altamira (che descrive come la "Reale Accademia di pittura rupestre"), Madrid, Toledo e Pamplona.
Nel 1936 si unisce al gruppo di artisti surrealisti fondato da Roland Penrose e nello stesso anno è tesoriere onorario del comitato di organizzazione della mostra internazionale surrealista di Londra.
Nel 1938 incontra per la prima volta Kenneth Clark, che diventa un influente sostenitore del suo lavoro e, grazie alla sua posizione di membro dell'Arts Council of Great Britain, gli assicura mostre e commissioni.

### Seconda guerra mondiale
Allo scoppio della Seconda Guerra mondiale la Chelsea School of Art viene trasferita a Northampton e Moore si dimette dall'incarico di insegnante. Durante la guerra, realizza disegni dalla grande potenza espressiva di londinesi che dormono nella metropolitana di Londra mentre si riparano dalle bombe. Kenneth Clark acquista i disegni all'interno di un progetto più ampio di documentazione della guerra. Nell'agosto del 1941 il WAAC commissiona a Moore dei disegni sul lavoro nelle miniere nella Wheldale Colliery nello Yorkshire, dove suo padre ha lavorato all'inizio del secolo. Questi disegni contribuiscono ad accrescere la reputazione internazionale di Moore, in particolare in America, grazie alla di WAAC Britain at War, che venne esposta in tutto il Nord America per tutta la durata della guerra.
Dopo che la loro casa di Hampstead viene colpita dalle schegge di una bomba nel settembre del 1940, Moore e Ila moglie si trasferiscono fuori Londra per vivere nella casa colonica chiamata Hoglands nella frazione di Perry Green, vicino a Much Hadham, nell’Hertfordshire. Questa rimarrà la casa e il laboratorio di Moore per il resto della sua vita. In questi anni (precisamente nel 1943) Moore riceve dalla chiesa di San Matteo, a Northampton, la commissione di scolpire una Madonna con Bambino, la prima di un'importante serie di gruppi familiari.

### Ultimi anni

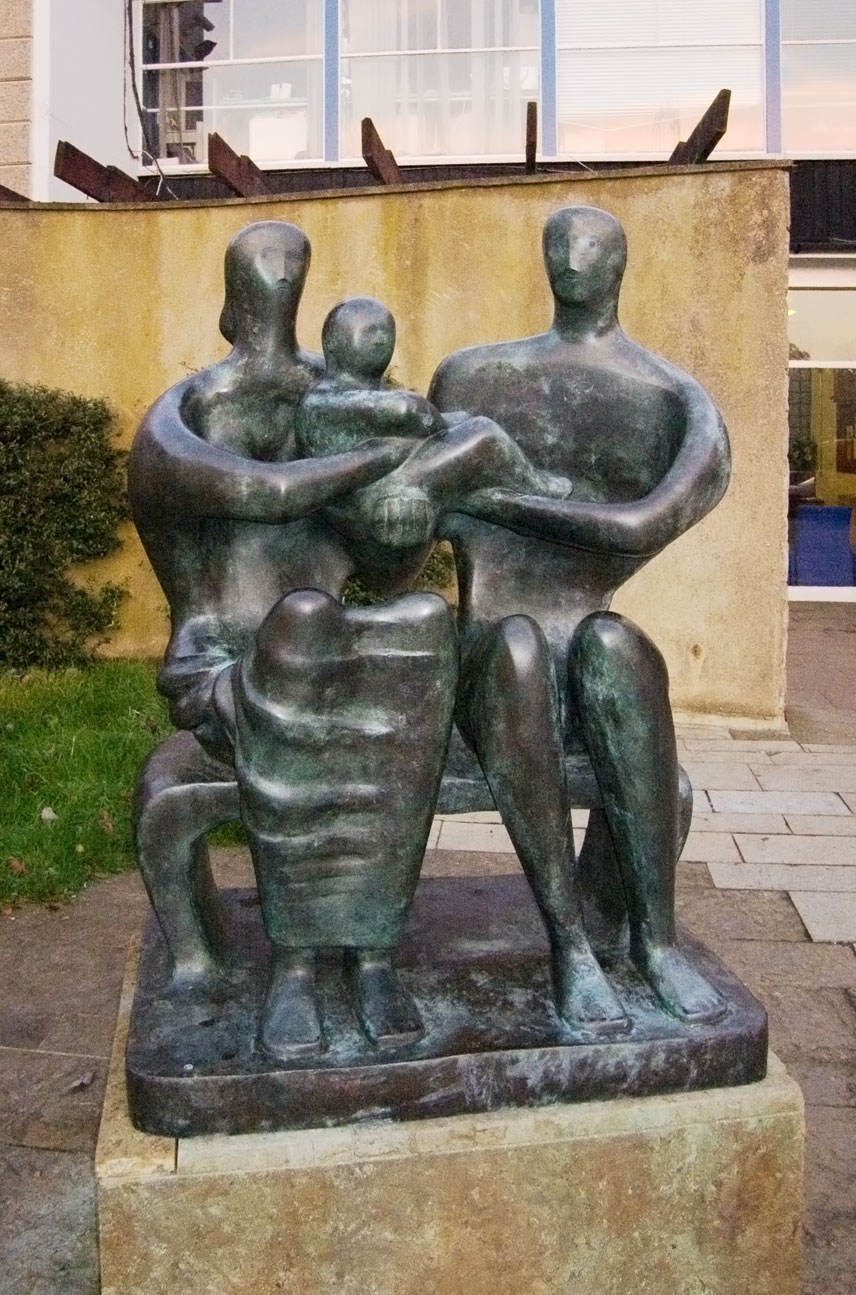
"Family Group" (1950), bronzo, Barclay School, Stevenage, Hertfordshire. Quest'opera per Moore è la prima commissione in larga scala dopo la seconda Guerra Mondiale.

Dopo la guerra e alcuni aborti, nel marzo 1946 Irina dà alla luce una figlia, Mary Moore, chiamata come la madre dello scultore deceduta due anni prima. La morte della madre e la nascita della bambina contribuiscono a far nascere nell'artista il bisogno di dedicarsi al tema della madre con il bambino, soggetto di molte sue composizioni. Nello stesso anno fa il suo primo viaggio in America per inaugurare una mostra del suo lavoro al Museum of Modern Art a New York
Nel 1950 Moore Family Group divenne il primo bronzo pubblico su larga scala per una scuola secondaria della città di Stevenag. In questi anni inizia a ricevere commissioni sempre più significative. Espone Reclining-figure: al Festival della Bretagna nel 1951 e nel 1958 realizza una grande figura reclinata in marmo per l’edificio dell’UNESCO a Parigi. Con il moltiplicarsi delle opere d’arte pubbliche, le dimensioni delle sue sculture crescono in modo significativo e l'artista inizia ad assumere un numero crescente di assistenti che lavora con lui a Much Hadham, tra cui Anthony Caro e Richard Wentworth.
Nel campus dell'Università di Chicago, nel dicembre del 1967, venticinque anni dopo che il gruppo di fisici guidati da Enrico Fermi ottenne la prima reazione nucleare a catena controllata e autosostenuta, viene inaugurata l'Energia Nucleare di Moore. Questo pezzo alto 3,5 m, posto al centro di una grande piazza aperta, è spesso ritenuto rappresentare un fungo atomico sormontato da un teschio umano, ma l'interpretazione di Moore è molto diversa, tanto che dice a un amico che spera che gli spettatori ci girino intorno, e che abbiano la sensazione di trovarsi in una cattedrale.. A Chicago Moore commemora la scienza anche con una grande meridiana in bronzo, chiamata Man Enters the Cosmos (1980), commissionata per ricordare il programma di esplorazione spaziale.

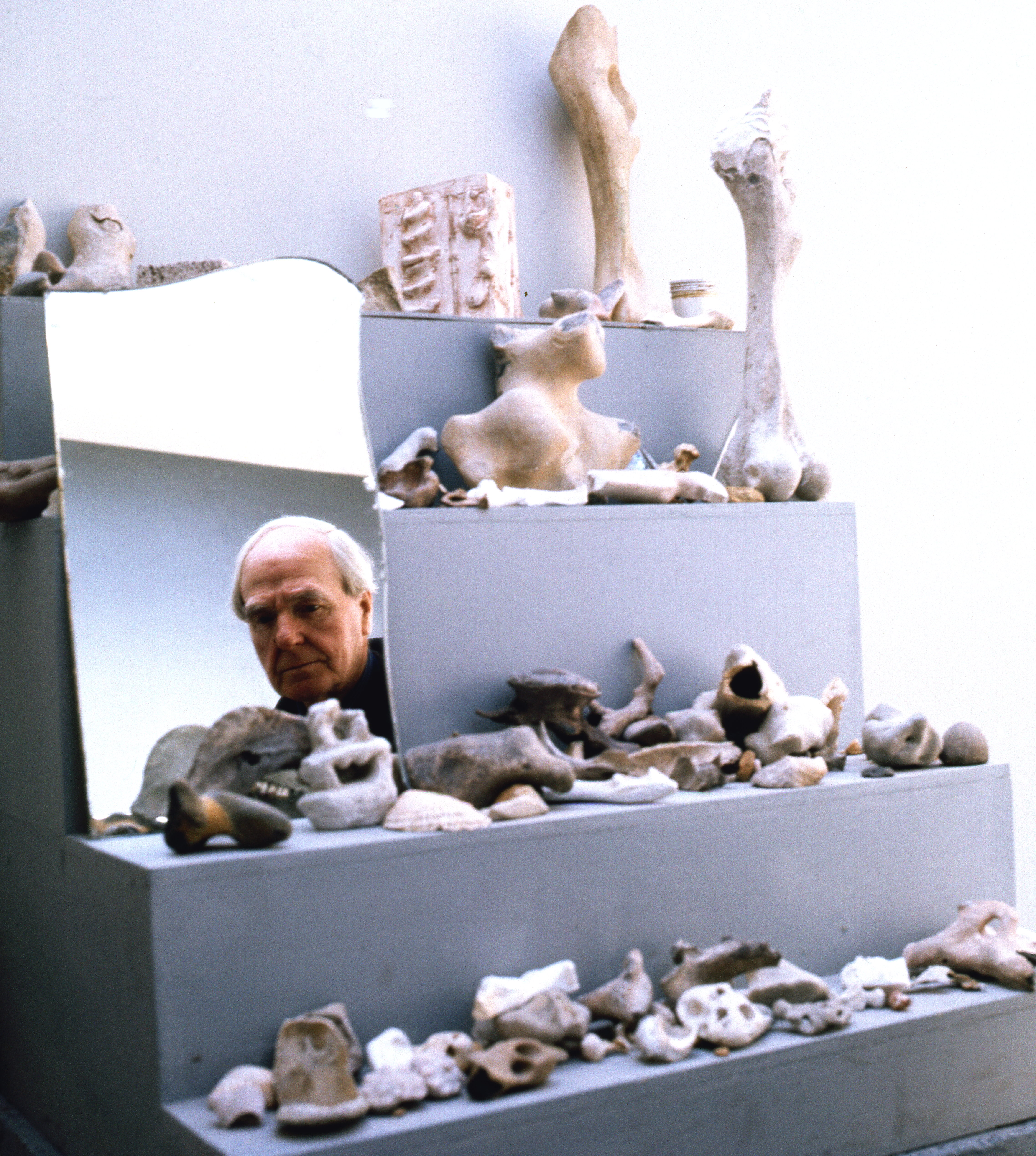
Moore nel suo studio (1975), foto scattata da Allan Warren

Vengono organizzate diverse grandi retrospettive in tutto il mondo, in particolare va ricordata una mostra di grande rilievo nell'estate del 1972 nel parco del Forte Belvedere di Firenze, che segna l'apice dell'importante rapporto che Moore intrattenne con l'Italia e la Toscana.

Dopo il documentario pionieristico Henry Moore, prodotto da John Read nel 1951, l'artista appare in molti film. Nel 1964, ad esempio, è protagonista del documentario Five British Sculptors (Work and Talk) del regista americano Warren Forma. Alla fine degli anni Settanta, le sue opere vengono esposte in circa quaranta mostre all'anno. Il numero di commissioni continua ad aumentare; nel 1962 completa Knife Edge Two Piece per College Green, vicino alla Houses of Parliament di Londra. 
(Henri Moore, The Modern British Paintings, drawings and Sculpture", Volume II. London: Oldbourne Press, 1964. 481. Retrieved on 5 September 2008)
In conseguenza al notevole aumento delle sue disponibilità economiche, Moore comincincia a preoccuparsi della sua eredità. Con l'aiuto della figlia Mary, nel 1972 crea la Henry Moore Foundation come ente di beneficenza registrato, con Irina e Mary come fiduciarie. La fondazione è istituita per incoraggiare l'apprezzamento pubblico delle arti visive. Oggi gestisce la casa e la tenuta di Moore a Perry Green, con una galleria, un parco di sculture e studi.
Nel 1979 Henry Moore diventa noto in Germania quando la sua scultura Large Two Forms viene installata nel piazzale della Cancelleria tedesca a Bonn, della Germania Ovest prima della riunificazione tedesca nell'ottobre 1990.
Moore muore il 31 agosto 1986 nella sua casa di Perry Green. È stato sepolto nel sagrato della chiesa di St Thomas.

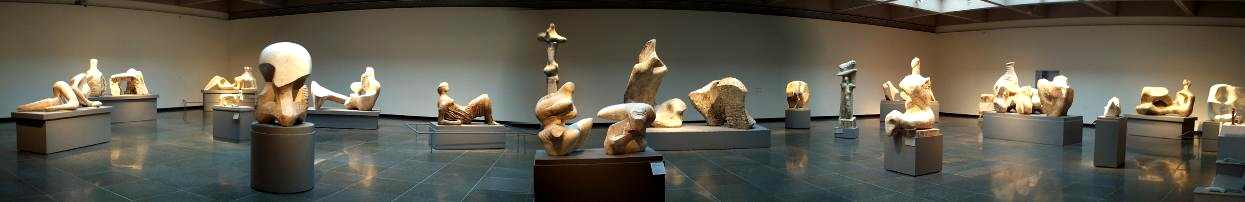
La collezione di Henry Moore alla Galleria d'Arte dell'Ontario è la più vasta collezione pubblica dei suoi lavori al mondo.

## Stile

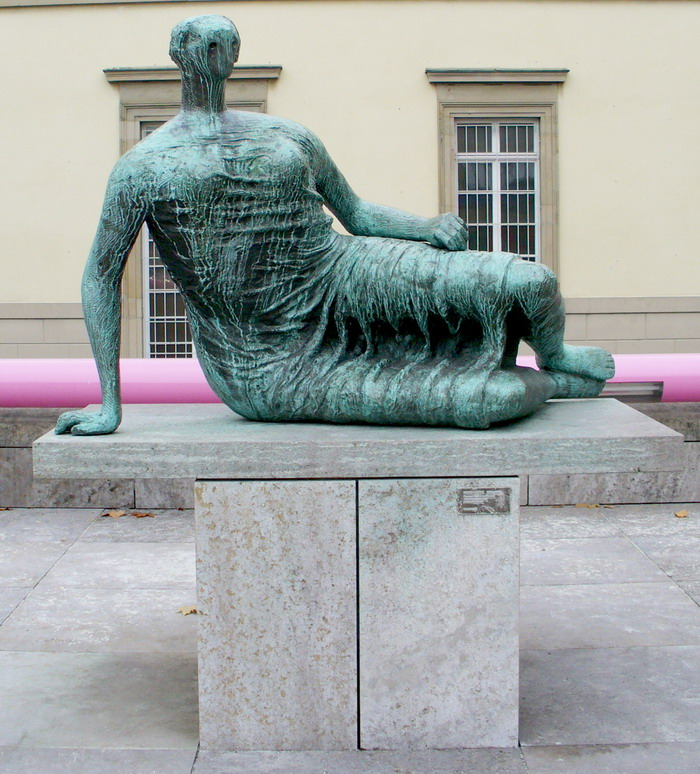
Questo bronzo di Moore "Draped Reclining Woman" (1957-58) a Stoccarda è un tipico esempio delle sue prime figure sdraiate.

La posa caratteristica della maggior parte delle sculture di Moore è la figura sdraiata. L'esplorazione di questa forma, influenzata dalla figura tolteco-mayana vista al Louvre, porterà Moore a un crescente astrattismo. Le sue prime figure sdraiate hanno a che fare principalmente con la massa, mentre le successive si basano sul contrasto tra gli elementi solidi della scultura con lo spazio, in quanto le forme contengono delle aperture. Moore esplora e alterna forme concave e convesse. 
I primi lavori di Moore sono incentrati sulla scultura, la cui forma si evolve man mano che l'artista scava ripetutamente il blocco. Fa molti schizzi e disegni preparatori per ogni scultura, la maggior parte dei quali è stata conservata e fornisce una visione dello sviluppo del lavoro dell'artista che dà grande importanza al disegno e che prosegue questa pratica in età avanzata, anche se affetto da artrite.
Dopo la seconda guerra mondiale, i bronzi di Moore assumono dimensioni più grandi, particolarmente adatte per le commissioni di arte pubblica. Per una questione di praticità, abbandona in gran parte la scultura ed utilizza la modellazione, elaborando le forme in argilla o gesso prima di fondere l'opera finale in bronzo con la tecnica della cera persa. Le maquette spesso nascono come piccole forme modellate a mano, cosa che conferisce plasticità al suo lavoro. Colleziona oggetti naturali come teschi, legni di scarto, ciottoli, rocce e conchiglie, che utilizza come ispirazione per le sue forme organiche.
Nel corso della sua carriera produce almeno tre esempi significativi di interventi architettonici. Nel 1928 accetta la sua prima commissione pubblica per l'edificio della metropolitana di Londra al 55 di Broadway, con Jacob Epstein e Eric Gill. Nel 1953 completa un pannello di cemento in quattro parti per il Time-Life Building di New Bond Street, a Londra, e, nel 1955, si dedica al Wall Relief, un rilievo in mattoni a Rotterdam.

## Il disegno

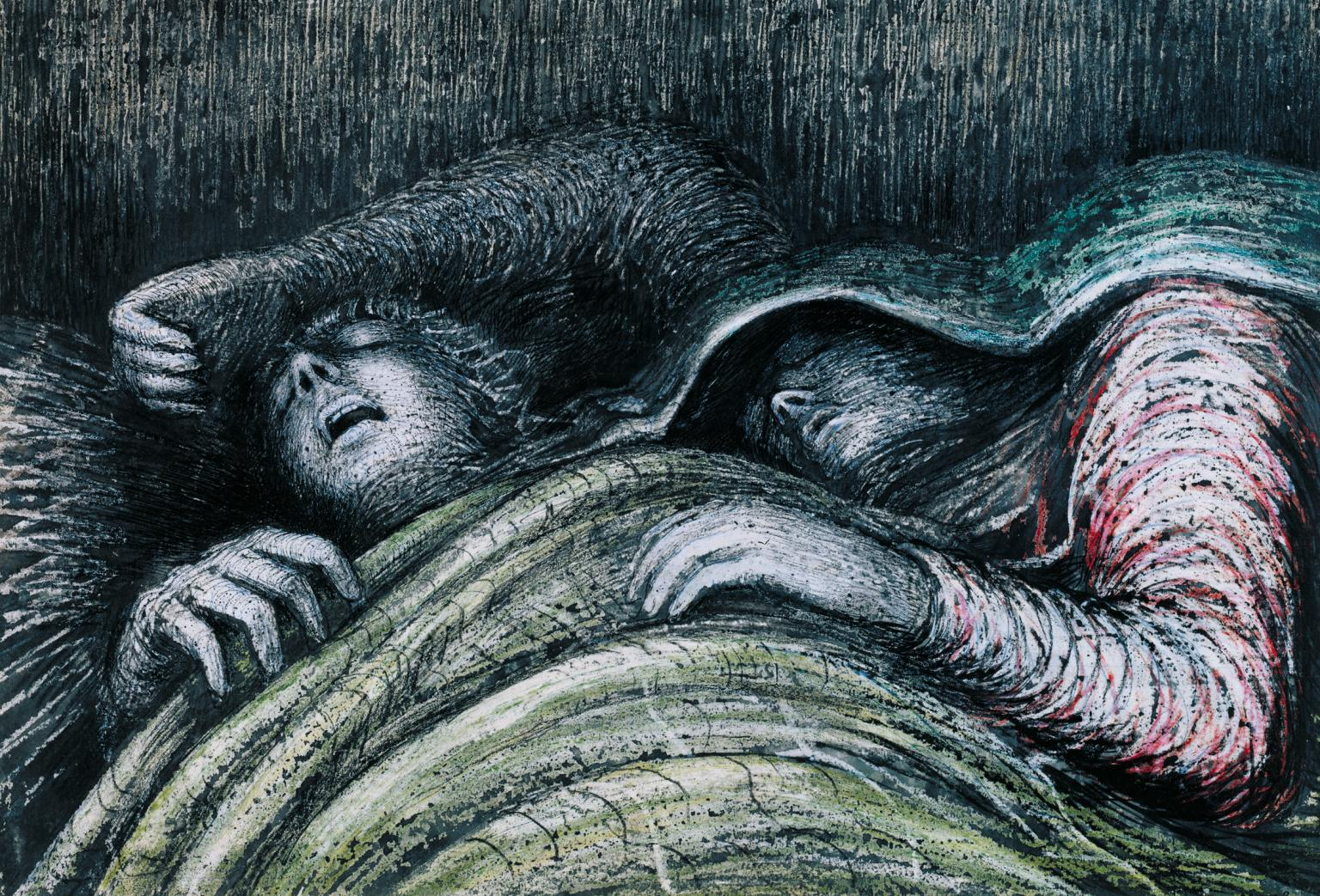
Pink and Green Sleepers, Henry Moore, 1941

Queste due affermazioni, fatte dell'artista a distanza di quasi mezzo secolo l'una dall'altra - la prima quando Henry Moore è uno scultore emergente il cui stile originale si sta ancora sviluppando, la seconda quando è ormai diventato uno degli artisti viventi più rinomati al mondo - rivelano l'importante ruolo che il disegno ha nel suo lavoro. Nel corso di settant'anni realizza più di 7500 disegni, 92 dei quali sono stati esposti in occasione della sua mostra personale presso il Museo Novecento di Firenze nel 2021. L'ispirazione per i disegni è la natura in tutti i suoi aspetti, in particolare la conformazione delle rocce data dall'erosione, le ossa e i crani nella loro tensione e durezza, in cui è possibile trovare sempre forme nuove, le conchiglie, gli animali e soprattutto le mani, che ritiene la parte più espressiva del corpo.

## Eredità
Alla fine degli anni Quaranta, Moore è una celebrità mondiale. La generazione di scultori successiva alla sua è costantemente messa a confronto con lui e reagisce sfidando la sua eredità. Alla Biennale di Venezia del 1952, otto nuovi scultori britannici producono una serie di opere intitolate "Geometria della paura". Il grande bronzo di Moore Double Standing Figure si trova all’esterno del padiglione britannico e contrasta fortemente con le opere più grezze e spigolose all’interno. Moore è riuscito ad esercitare un’influenza diretta su diverse generazioni di scultori di fama sia britannica che internazionale. Tra gli artisti che hanno riconosciuto apertamente la sua importanza per il loro lavoro vi sono Anthony Caro, Phillip King e Isaac Witkin, tutti e tre precedentemente assistenti di Moore. Altri artisti il cui operato è stato influenzato da Moore sono Helaine Blumenfeld, Drago Marin Cherina, Lynn Chadwick, Eduardo Paolozzi, Bernard Meadows, Reg Butler, William Turnbull, Robert Adams, Kenneth Armitage e Geoffrey Clarke.

## Furti e controversie
Nel dicembre 2005 la Figura reclinata (1969-70), del peso di due tonnellate e assicurata per 3 milioni di sterline, è stata rubata dalla Henry Moore Foundation e mai recuperata. Nel luglio 2012 il bronzo di 56 centimetri Sundial 1965, dal valore di 500 mila sterline, fu rubato dalla Moore Foundation. Nell'ottobre 2013 è stata rubata Standing Figure (1950), il cui valore è stimato in 3 milioni di sterline, una delle quattro opere di Moore nel Glenkiln Sculpture Park. Nel 2012 il consiglio del distretto londinese di Tower Hamlets ha annunciato l'intenzione di vendere Draped Seated Woman 1957-58, una scultura in bronzo di 1,6 tonnellate. Moore aveva venduto la scultura all'ex consiglio della contea di Londra ad una cifra inferiore al suo valore di mercato, con l'accordo che l'opera sarebbe stata esposta in uno spazio pubblico, in un'area socialmente svantaggiata. Soprannominata Old Flo, viene installata nel quartiere di Stifford nel 1962, ma viene vandalizzata e, nel 1997, è trasferita allo Yorkshire Sculpture Park. Il Consiglio di Tower Hamlets prende in considerazione l'idea di spostare Draped Seated Woman su un terreno privato a Canary Wharf, ma contemporaneamente, verifica la possibilità di venderla. In risposta all'annuncio, sul The Guardian è pubblicata una lettera aperta firmata da Mary Moore, figlia dell'artista, da Sir Nicholas Serota, direttore della Tate Gallery, dal regista Danny Boyle e da artisti come Jeremy Deller. Nella lettera si afferma che la scelta di vendere è contraria allo spirito con cui Henry Moore ha ceduto l'opera.

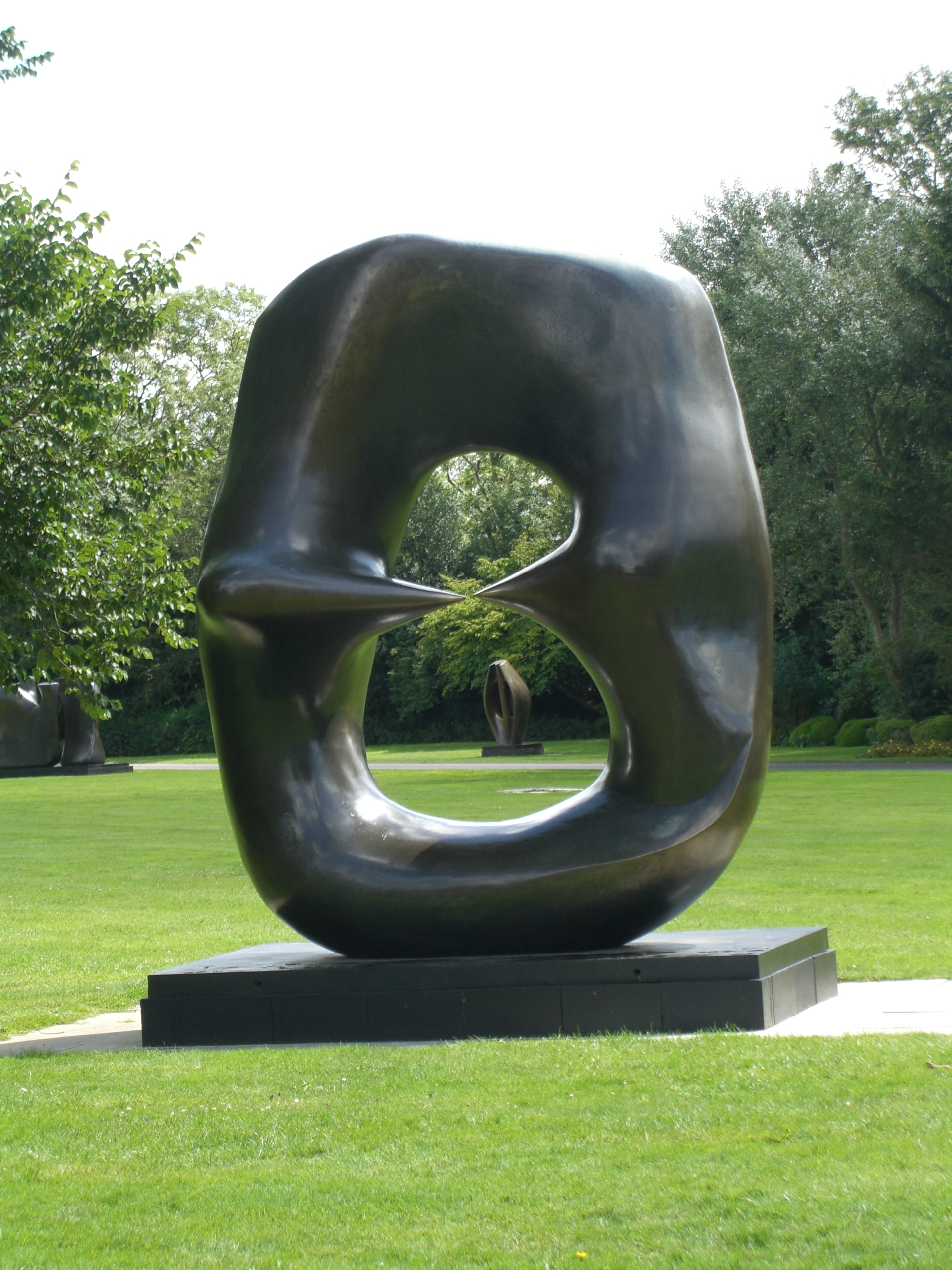
Una delle opere esposte alla Henry Moore Foundation.

## Riconoscimenti
Nel 1948 Moore vince il Premio Internazionale di Scultura alla Biennale di Venezia. Nel 1951 rifiuta il cavalierato perché ritiene che il titolo lo avrebbe fatto percepire come figura dell'establishment. Viene insignito del Companion of Honour nel 1955, dell'Order of Merit nel 1963 e del Premio Erasmus nel 1968.
È stato fiduciario della National Gallery e della Tate Gallery. Nel 1975 diventa il presidente della Turner Society, fondata per promuovere un museo in cui riunire l'intero lascito di Turner Bequest, proposta respinto dalla National Gallery e dalla Tate Gallery.

## Mercato dell'arte
Moore è stato l'artista vivente di maggior successo al mondo nel mercato delle aste alla fine della sua carriera. Quattro anni prima della sua morte nel 1982, Sotheby's a New York vende l'opera Reclining Figure di 1,82 m (1945) per 1,2 milioni di dollari al collezionista Wendell Cherry. Nel 2012 il suo bronzo di 2,43 m, Reclining Figure: Festival (1951), è stato venduto per 19,1 milioni di sterline da Christie's, diventando così il secondo artista britannico del XX secolo più costoso dopo Francis Bacon.

## Opere

### Forma squadrata con taglio

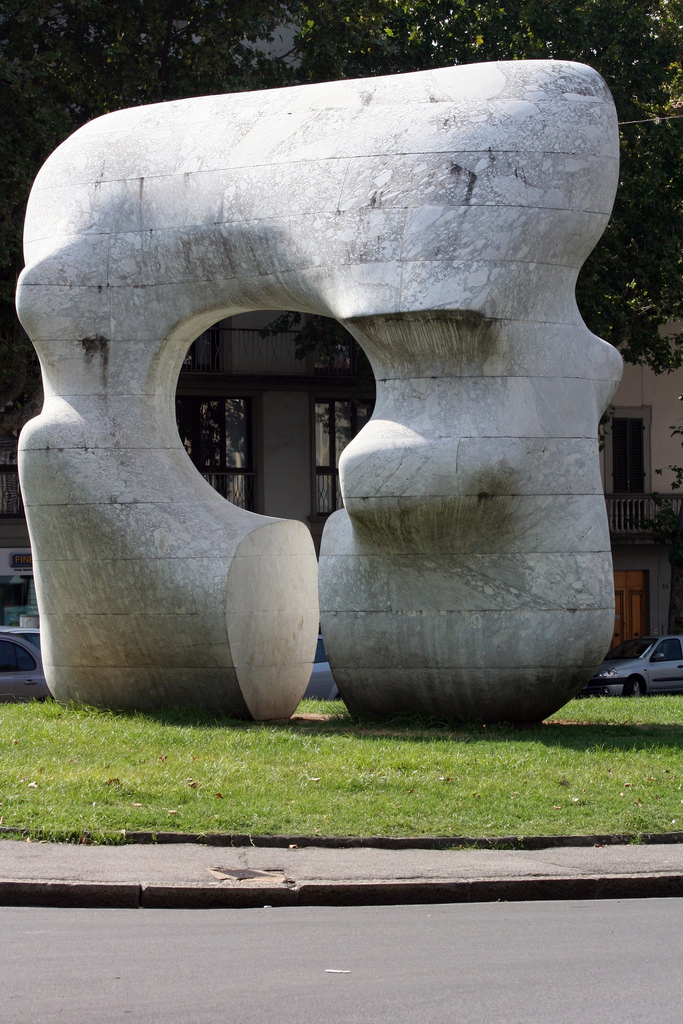
Forma squadrata con taglio, 1969-'70 marmo bianco Mossa h. cm. 544

Forma squadrata con taglio è una scultura monumentale creata negli ultimi anni della carriera artistica di Moore. La maquette originale, alta 20 cm, è stata realizzata in bronzo. La realizzazione in marmo chiaro è stata portata a termine nel 1971 nel reparto Scultura degli Stabilimenti Henraux di Querceta di Seravezza (Lucca) in occasione della mostra al Forte di Belvedere tenuta nel 1972. Moore scelse un marmo Rio Serra chiaro scavato dalla cava Mossa, sul Monte Altissimo. La scultura è composta di trenta blocchi marmorei, alta oltre 5 metri e il suo peso totale è di circa 170 tonnellate. L'opera rivela un'aspirazione a somigliare ad una forma architettonica. La forma esterna quadrata è sospesa da una apertura circolare di grandi dimensioni che fa da cornice alla vista al di là della stessa, creando un collegamento tra scultura e paesaggio. Le geometrie contrastanti, il pieno e il vuoto, danno vita ad un delicato equilibrio e trasmettono un senso di tensione. Dopo la mostra, l'opera è stata acquistata dalla città di Prato dove è tuttora esposta al pubblico in piazza San Marco.

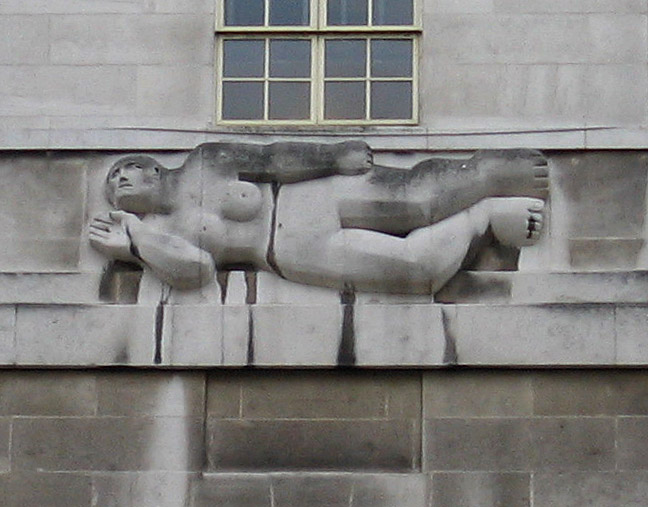
Vento dell'Ovest (1928) pietra Portland, 55 Broadway, Londra
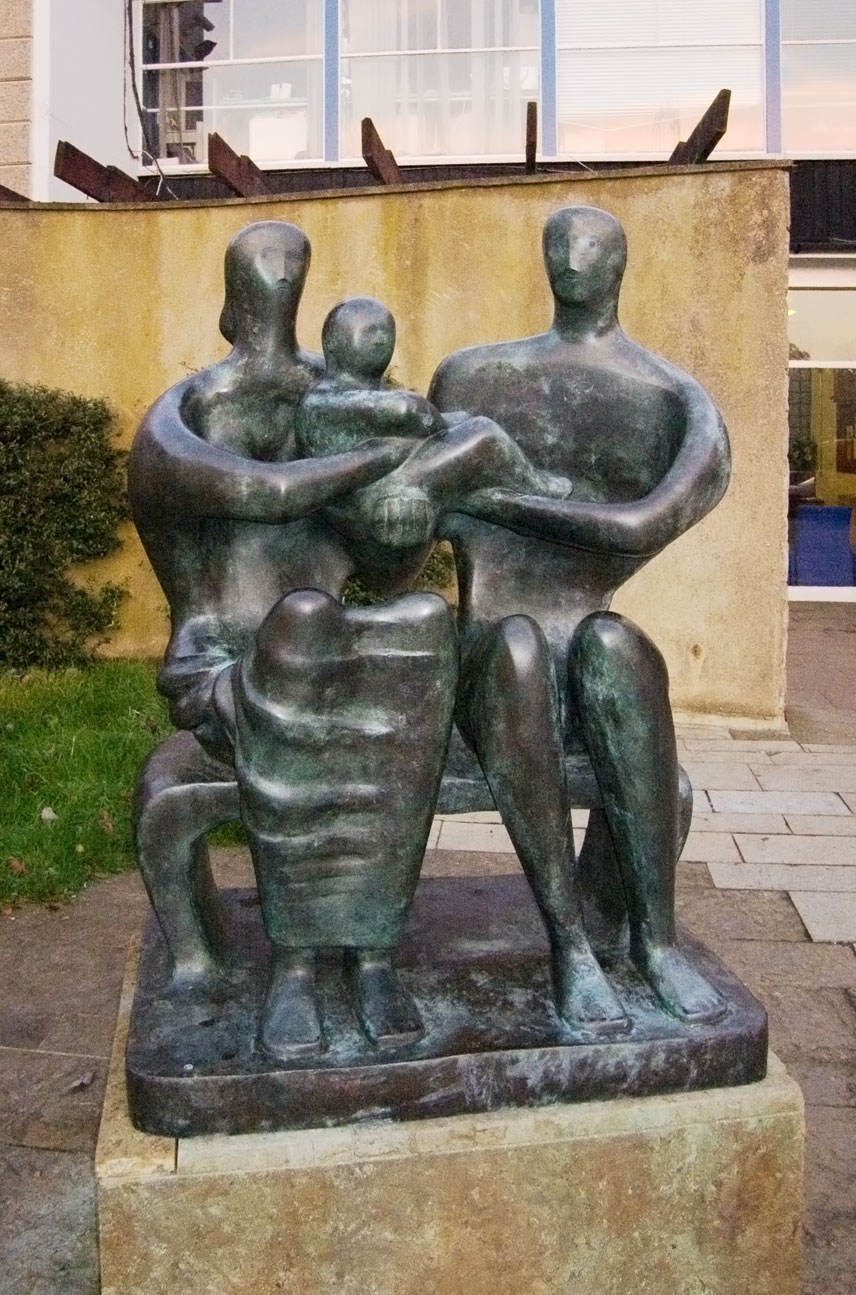
Gruppo di famiglia (1950) bronzo, Barclay School, Stevenage
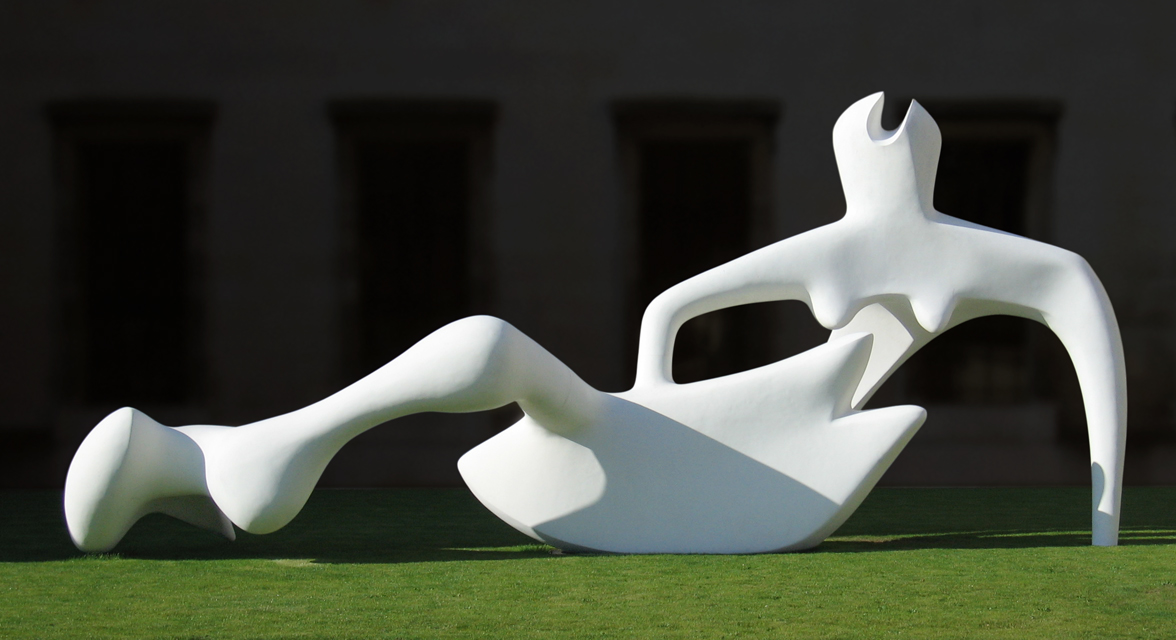
Figura piegata (1951) painted plaster, Fitzwilliam Museum, Cambridge
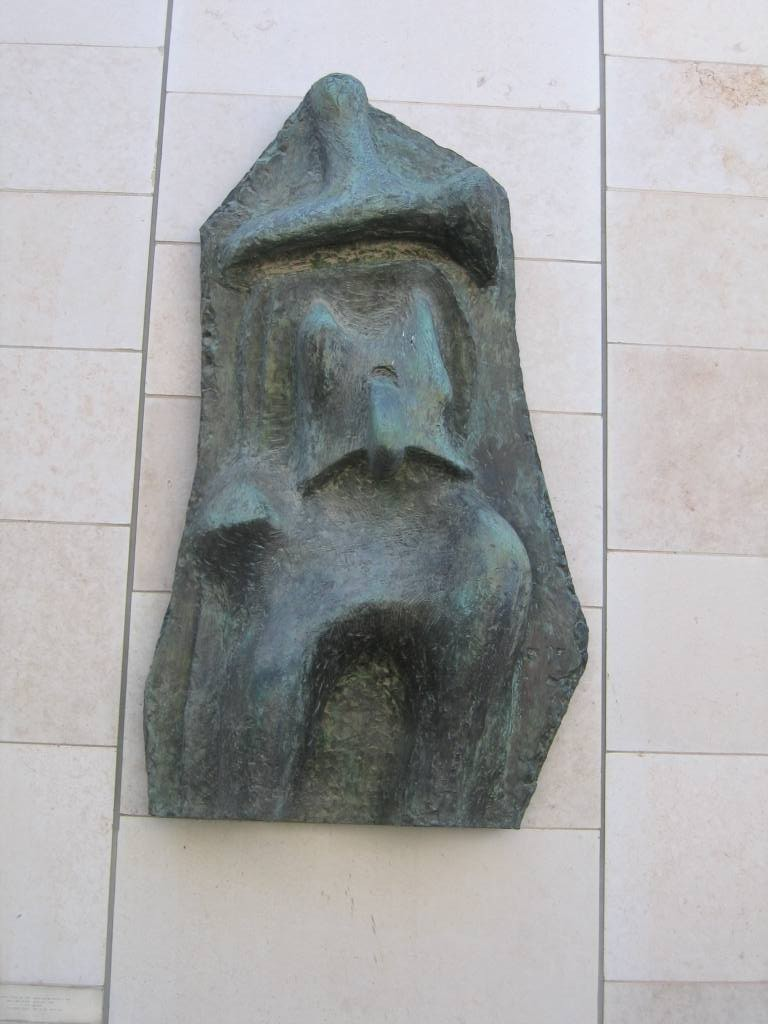
Relief 1 (1959) al Museo di Israele, Gerusalemme
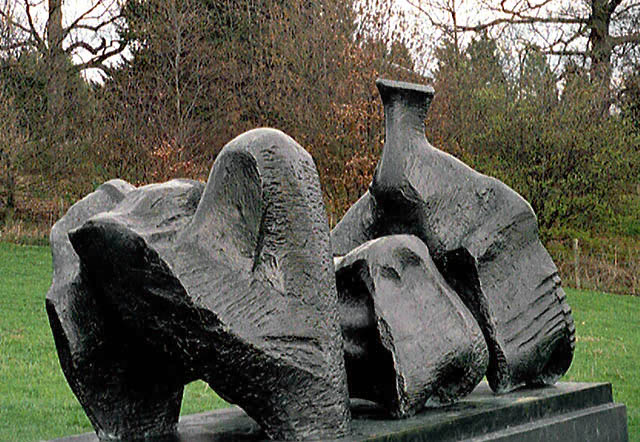
Three Piece Reclining Figure No. 1 (1961) bronzo, Yorkshire sculpture park
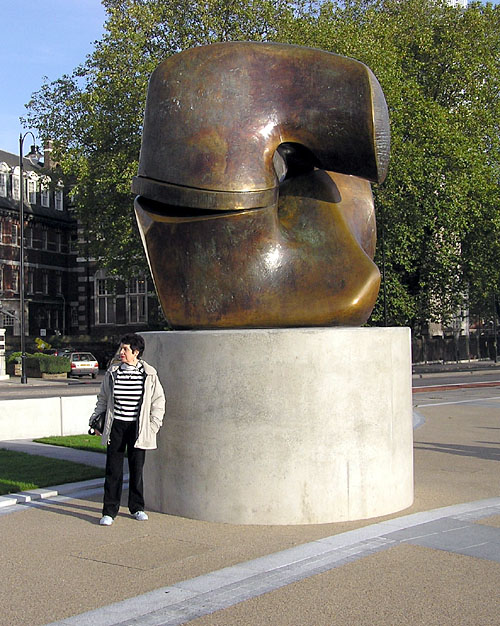
Locking Piece (1963) bronzo, sulla riva del Tamigi, Londra
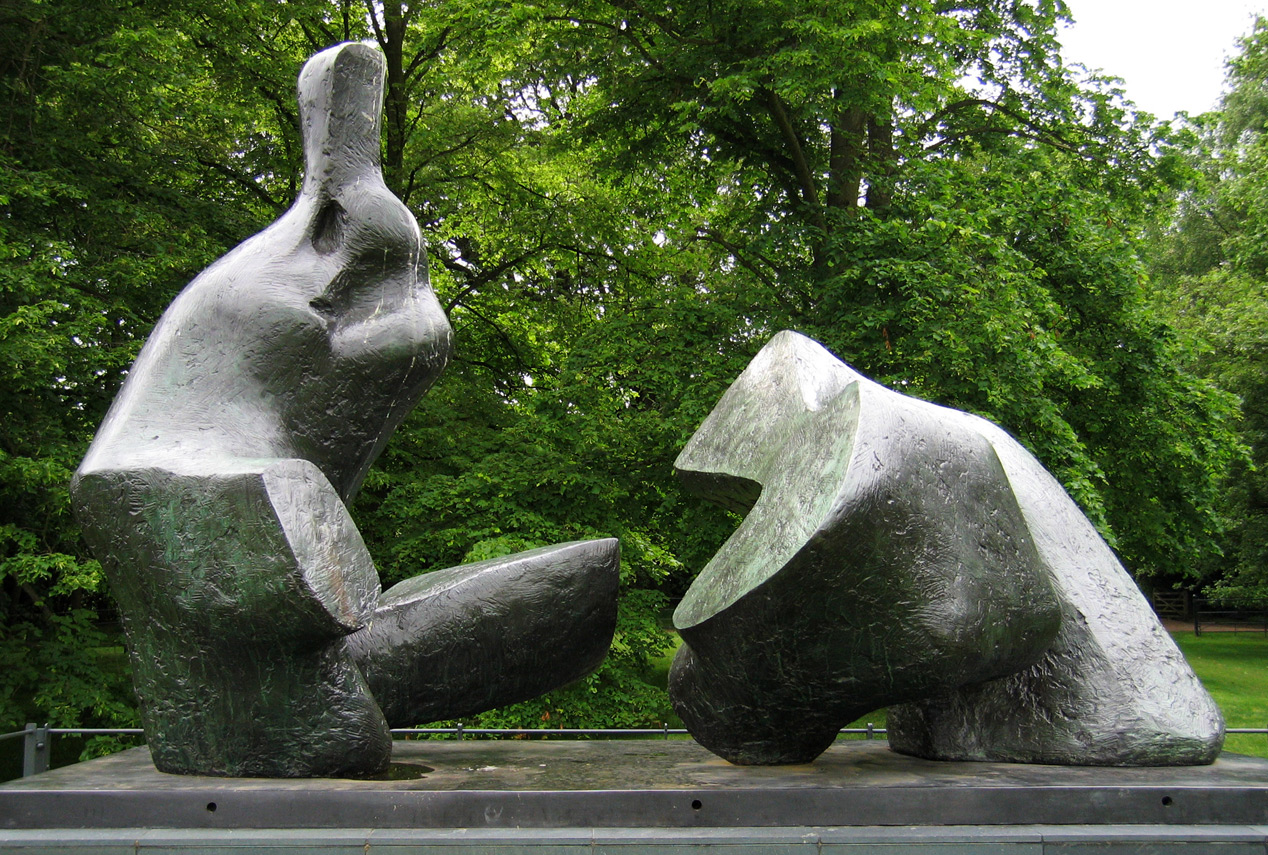
Two Piece Reclining Figure No. 5 (1963-64) bronzo, Kenwood House, Londra
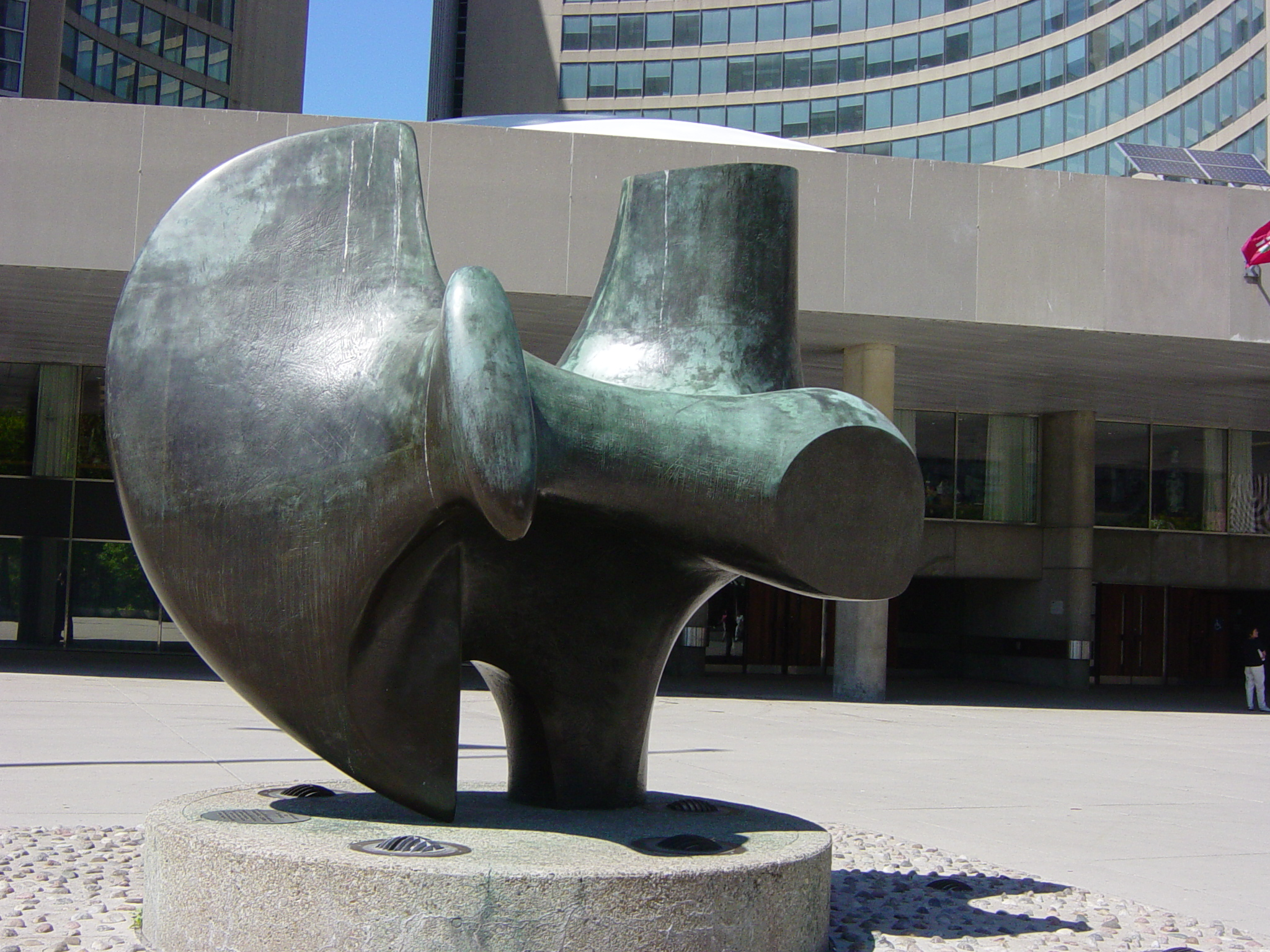
Three Way Piece No. 2 (The Archer) (1964-65) Toronto City Hall Plaza
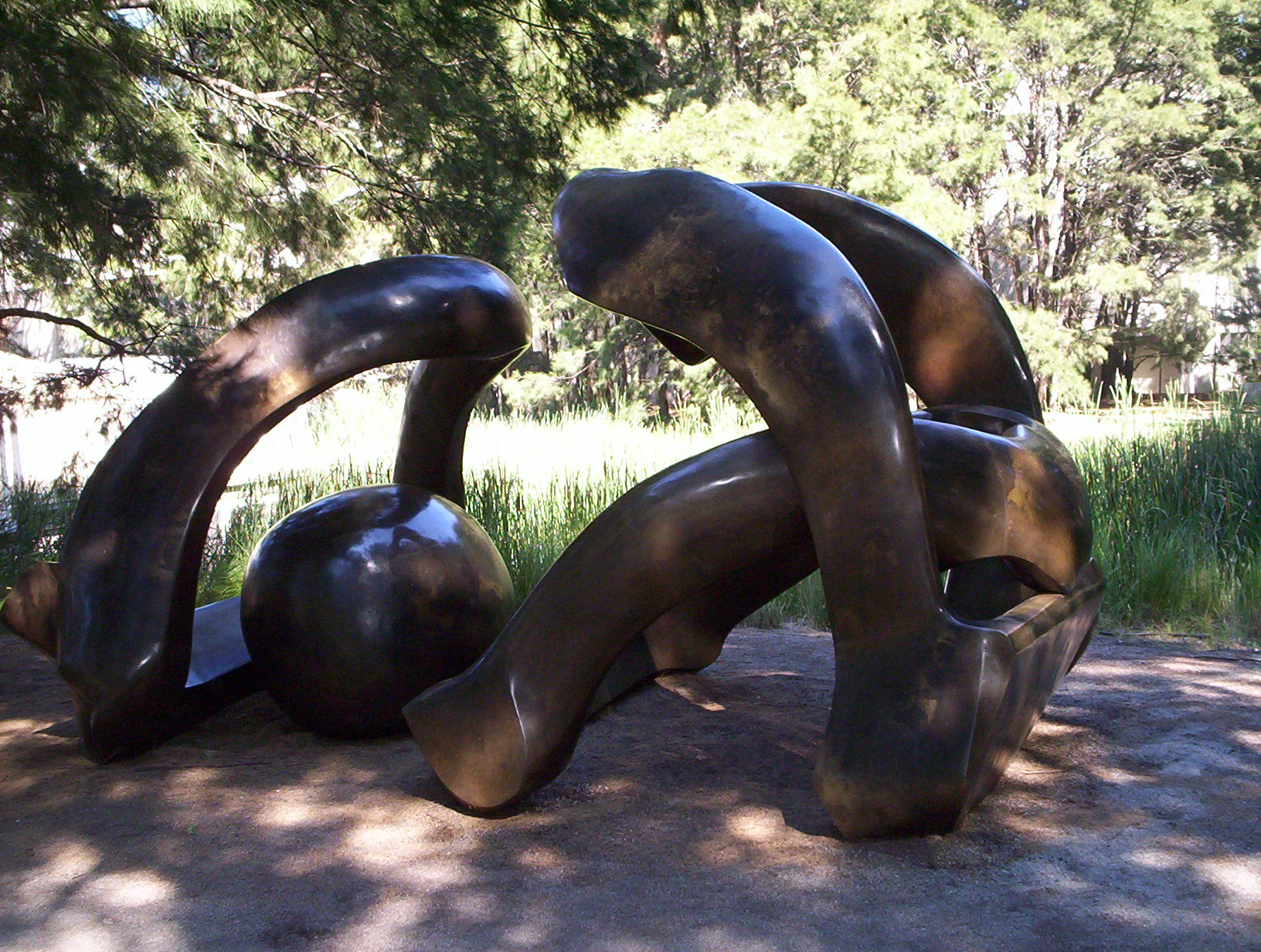
Hill Arches (1972-73) bronzo, National Gallery of Australia
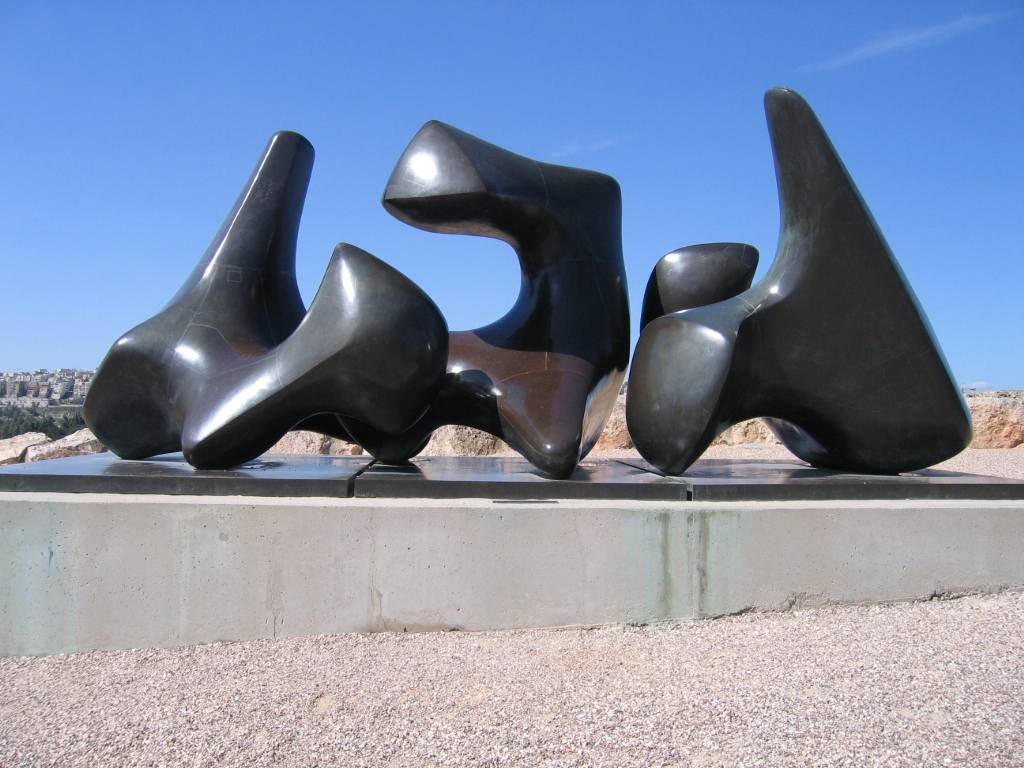
Three Forms: Vertebrae (1968-69), al Museo di Israele, Gerusalemme
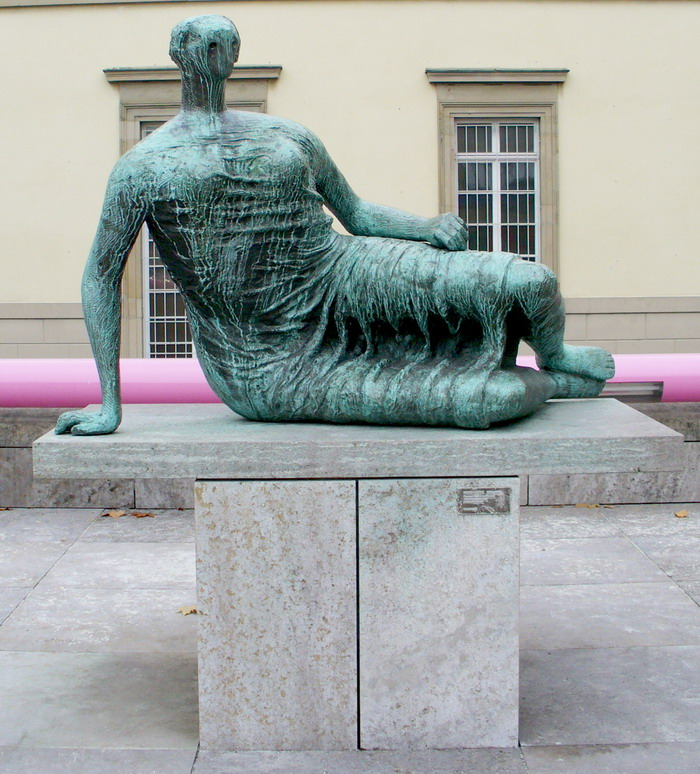
Die Liegende alla Stuttgart Staatsgalerie
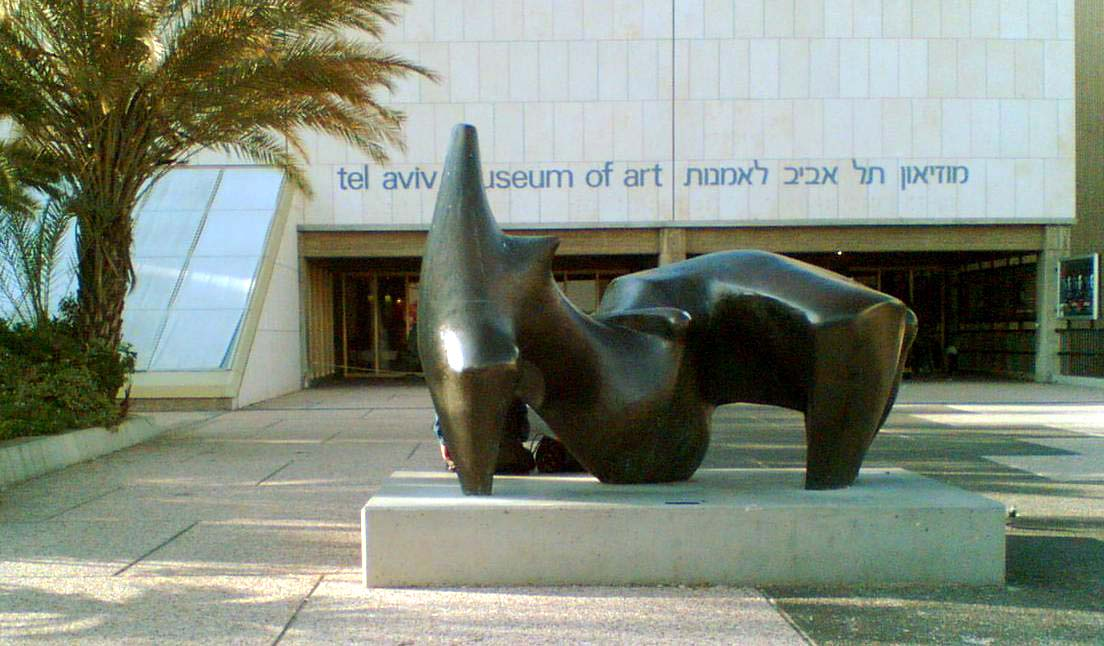
Scultura di fronte al Museo d'Arte di Tel Aviv
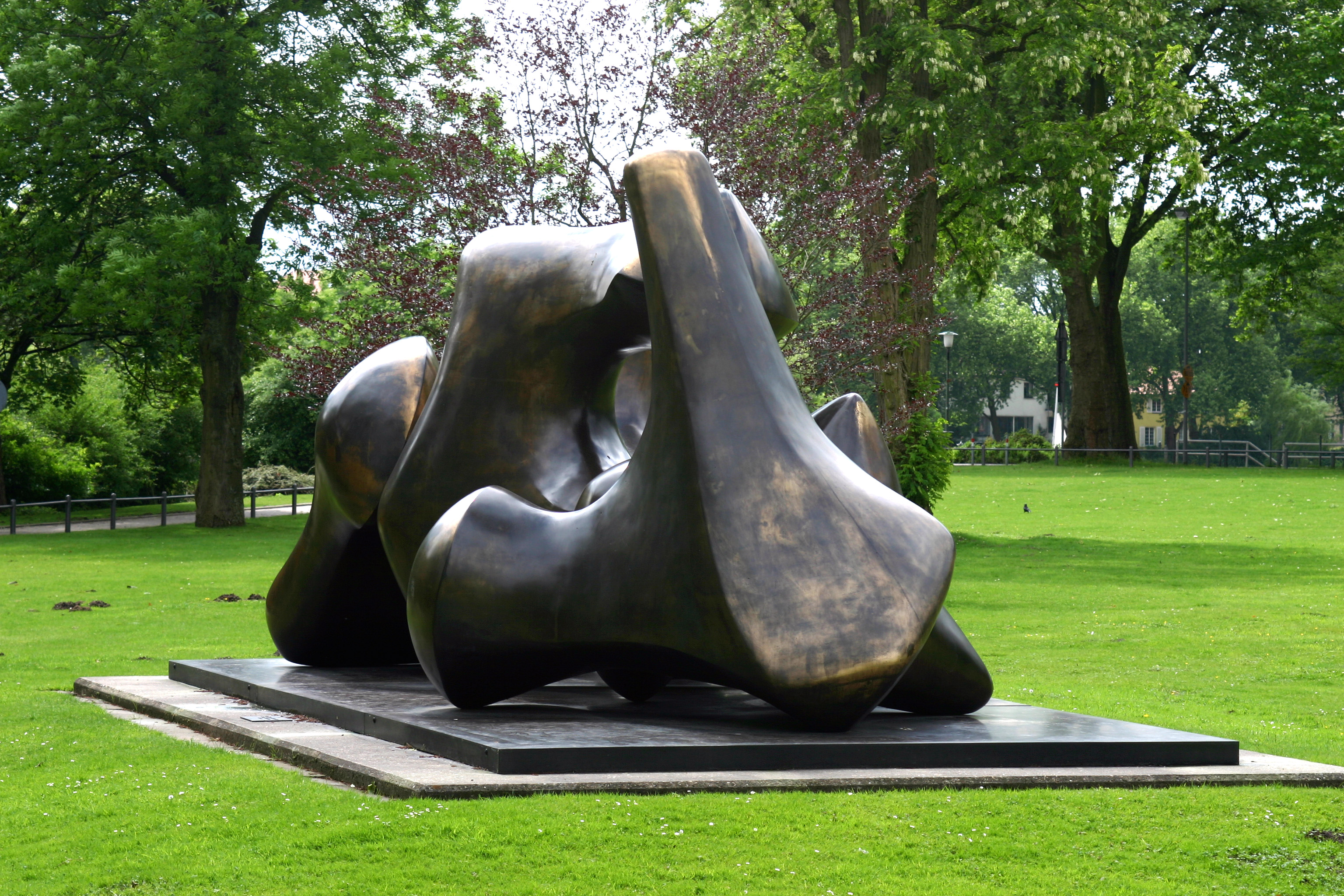
Large Vertebrae (Wirbel) 1967/68 - Himmelreichallee, Münster, Germania
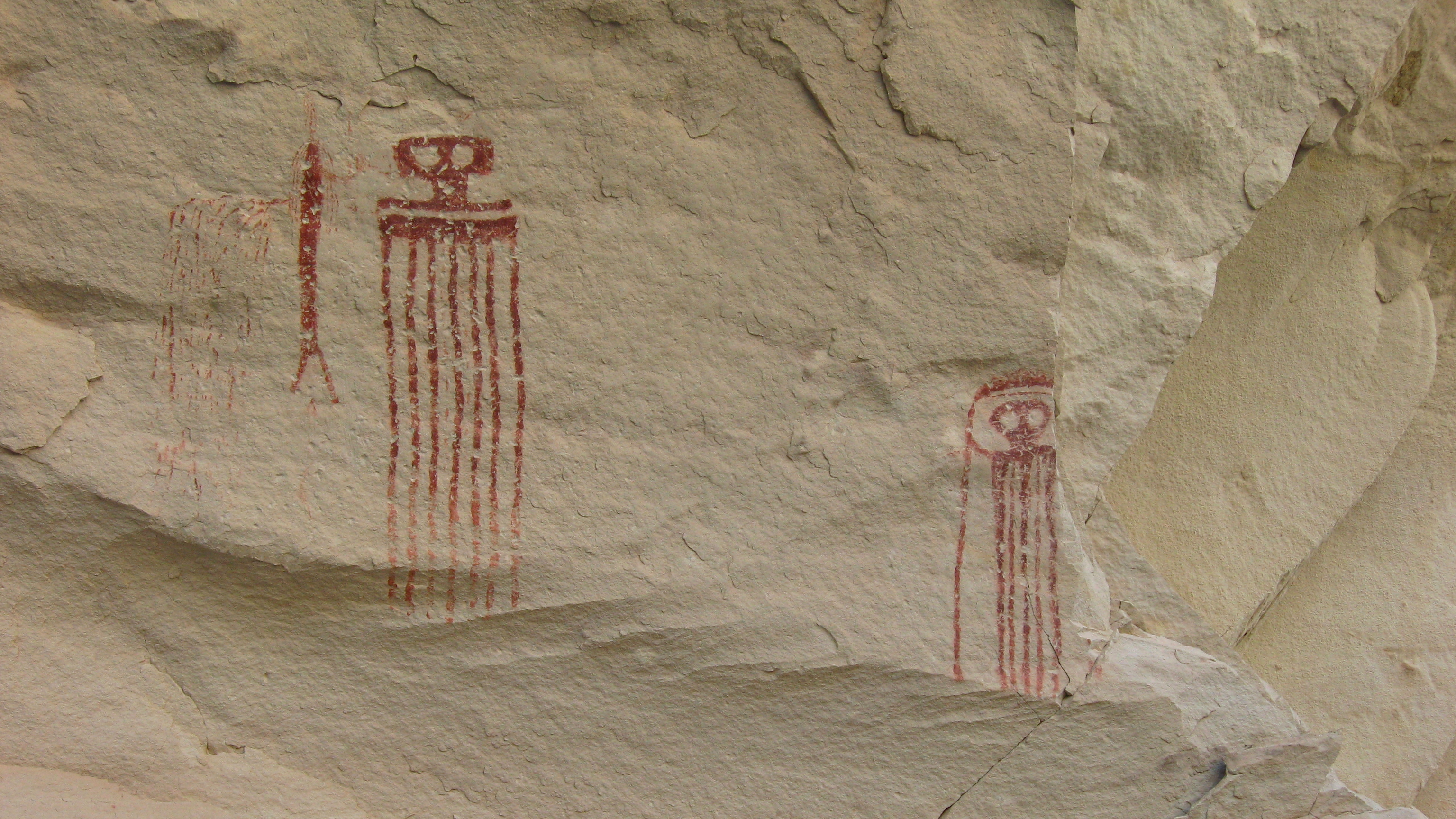
Forma squadrata con taglio, 1974, Prato
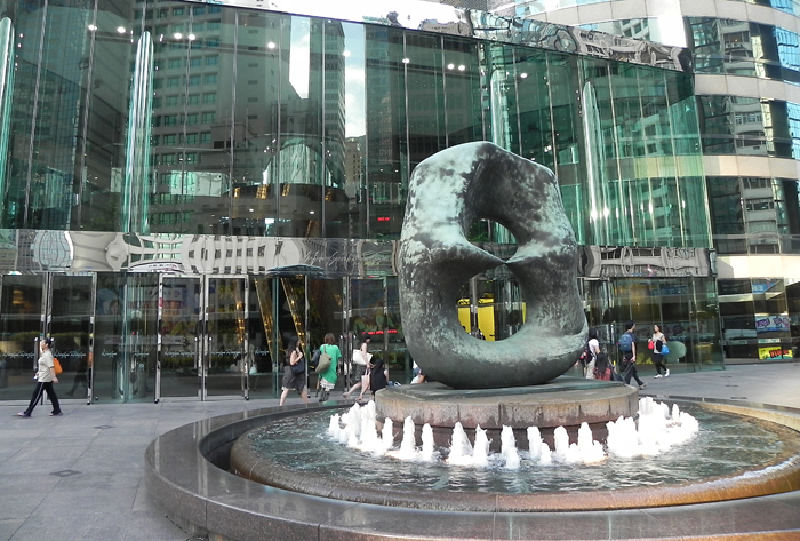
Henry Moore “Oval with points” bronzo, 1966, Exchange Square, Hong Kong Island
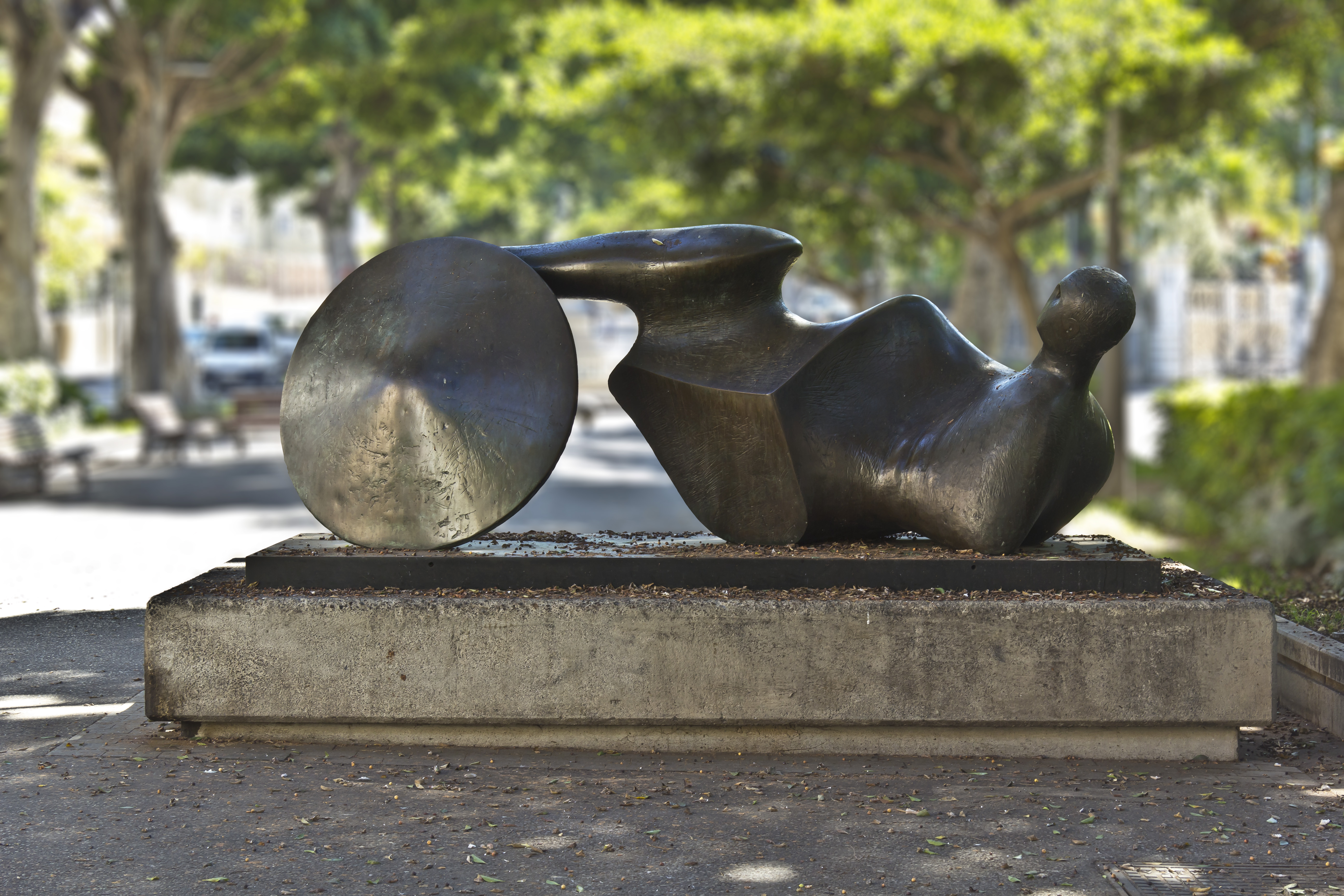
Il Guerriero di Goslar (1977), La Rambla, Santa Cruz de Tenerife

## Onorificenze

### Onorificenze straniere
Premio Internazionale Feltrinelli 1963, dell'Accademia dei Lincei (Italia).